# Barcelonas sjöfartsmuseum
Barcelonas sjöfartsmuseum (katalanska: Museu Marítim de Barcelona) är ett sjöfartsmuseum i Barcelona i Spanien. 
Museet, som grundades år 1936, ligger i Drassanes Reials de Barcelona (Barcelonas kungliga skeppsvarv) i stadens hamnområde. Byggnaderna i gotisk stil började byggas i slutet av 1200-talet under kung Peter III av Aragonien och utökades mellan 1328 och 1390. Varvet lades ned år 1745 och byggnaderna övertogs av armén, som främst använde dem som lager och ammunitionsförråd. År 1929 övertog Barcelona stad byggnaderna.
På grund av Spanska inbördeskriget öppnade museet först den 18 januari 1941.

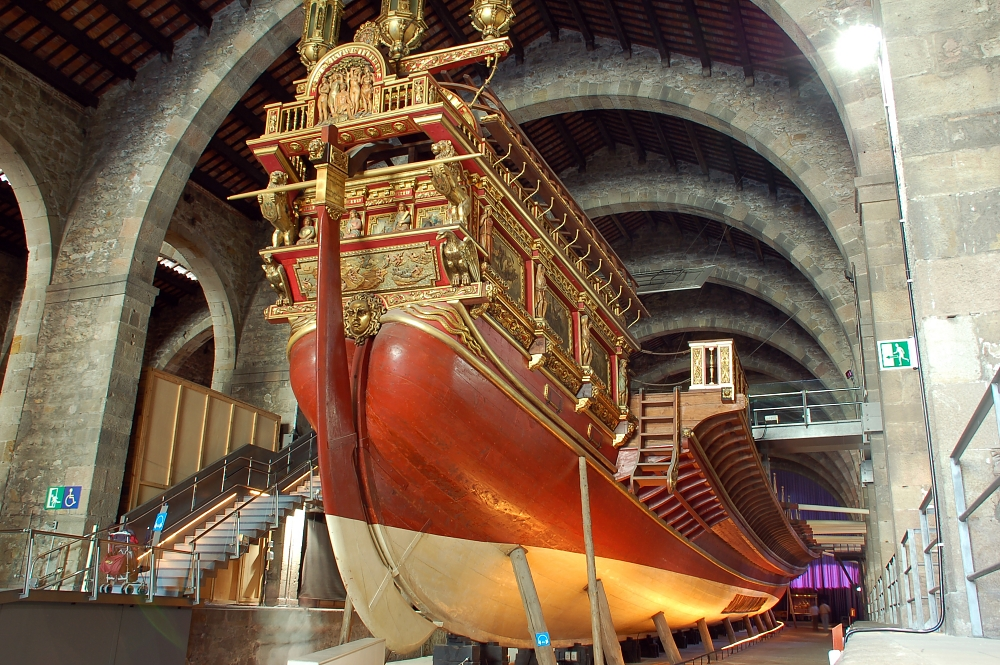
Galären Capitana.

Sjöfartsmuseet fokuserar på katalansk sjöfartshistoria. Det har en stor samling av sjökort från 
1400-, 1500- och 1600-talet, samt fartygsmodeller och galjonsfigurer. Bland de utställda föremålen kan nämnas 
en kopia i full storlek av den 60 meter långa galären Capitana som byggdes vid varvet och senare deltog i Slaget vid Lepanto. Vid museets kaj ligger den av museet restaurerade tremastade skonaren Santa Eulàlia från 1918.
I mars 1962 klassades varvsbyggnaderna som Bien de Interés Cultural.